# Eating Out 3: All You Can Eat
Série
Eating Out 2: Sloppy Seconds
(2006) Eating Out 4: Drama Camp
(2011)
Pour plus de détails, voir Fiche technique et Distribution.
Eating Out 3: All You Can Eat est un film américain de Glenn Gaylord, sorti en 2009.

## Synopsis
Après l'enterrement de Marc et Kyle, le cousin de ce dernier, Casey s'installe chez Helen. Plus tard, il rencontre Tiffani puis tombe amoureux de Zack,un organisateur d'enchères gay. Pour le séduire, il le contacte sur un site de rencontres et utilise la photo de Ryan, l'ex de Tiffani...

## Fiche technique
- Titre original : Eating Out 3: All You Can Eat
- Réalisation : Glenn Gaylord
- Scénario : Q. Allan Brocka et Phillip J. Bartell
- Production : Kirk Cruz et Michael Shoel
- Société de production : Ariztical Entertainment et EOSS Productions
- Photographie : Tom Camarda
- Montage : Phillip J. Bartell
- Musique : Meiro Stamm
- Costumes : Jennifer Herrenkohl
- Pays d'origine :  États-Unis
- Langue : anglais
- Format : Couleurs - 1.78 : 1
- Durée : 80 minutes
- Dates de sortie en salles :
  -  États-Unis : 19 juillet 2009 (Outfest Film Festival)
  -  États-Unis : 9 octobre 2009
  -  Allemagne : 15 janvier 2010

## Distribution
- Daniel Skelton : Casey
- Chris Salvatore : Zack
- Michael E.R. Walker : Ryan
- Rebekah Kochan : Tiffani
- Julia Cho : Tandy
- Mink Stole : Tante Helen
- Leslie Jordan : Harry